# (5747) Williamina
(5747) Williamina est un astéroïde de la ceinture principale.

## Description
(5747) Williamina est un astéroïde de la ceinture principale. Il fut découvert par Robert H. McNaught le 10 février 1991 à Siding Spring. Il présente une orbite caractérisée par un demi-grand axe de 2,77 UA, une excentricité de 0,32 et une inclinaison de 25,239° par rapport à l'écliptique.
Il fut nommé en hommage à Williamina Fleming (1857-1911), astronome américaine d'origine britannique.

## Compléments